# Каскейд (Монтана)
Каскейд (англ. Cascade) — місто (англ. town) в США, в окрузі Каскейд штату Монтана. Населення — 600 осіб (2020).

## Географія
Каскейд розташований за координатами 47°16′15″ пн. ш. 111°42′12″ зх. д. / 47.27083° пн. ш. 111.70333° зх. д. (47.270847, -111.703374).  За даними Бюро перепису населення США в 2010 році місто мало площу 1,36 км², уся площа — суходіл. В 2017 році площа становила 1,26 км², з яких 1,25 км² — суходіл та 0,01 км² — водойми.

## Демографія
Згідно з переписом 2010 року, у місті мешкало 685 осіб у 287 домогосподарствах у складі 188 родин. Густота населення становила 504 особи/км².  Було 328 помешкань (241/км²).
Расовий склад населення:
| - 94,9 % — білих - 2,5 % — корінних американців |

До двох чи більше рас належало 1,9 %. Частка іспаномовних становила 2,5 % від усіх жителів.
За віковим діапазоном населення розподілялося таким чином: 22,0 % — особи молодші 18 років, 55,4 % — особи у віці 18—64 років, 22,6 % — особи у віці 65 років та старші. Медіана віку мешканця становила 47,6 року. На 100 осіб жіночої статі у місті припадало 89,8 чоловіків;  на 100 жінок у віці від 18 років та старших — 92,1 чоловіків також старших 18 років.
Середній дохід на одне домашнє господарство  становив 49 421 долар США (медіана — 40 774), а середній дохід на одну сім'ю — 60 812 долари (медіана — 50 833). Медіана доходів становила 41 471 долар для чоловіків та 31 875 доларів для жінок. За межею бідності перебувало 12,1 % осіб, у тому числі 20,3 % дітей у віці до 18 років та 5,4 % осіб у віці 65 років та старших.
Цивільне працевлаштоване населення становило 311 осіб. Основні галузі зайнятості: освіта, охорона здоров'я та соціальна допомога — 22,8 %, роздрібна торгівля — 12,2 %, мистецтво, розваги та відпочинок — 11,6 %.